# Cristian Zenoni
Cristian Zenoni (Trescore Balneario, 23 aprile 1977) è un allenatore di calcio ed ex calciatore italiano, di ruolo difensore o centrocampista, allenatore in seconda della formazione Primavera del Monza.
Ha giocato 282 partite in Serie A siglando 4 reti, 2 presenze nella nazionale maggiore, 3 presenze in Nazionale Under-21, 20 presenze nelle Coppe Europee, 64 partite in coppa Italia segnando 4 reti, 104 partite con 2 gol in Serie B e 50 partite in Serie C1/Lega Pro, per un totale di 520 presenze nel calcio professionistico.

## Biografia
È il fratello gemello di Damiano, che è cresciuto ed ha giocato con lui nell'Atalanta ed in nazionale.

## Carriera

### Giocatore

#### Club
Dopo il periodo trascorso nelle giovanili dell'Atalanta, Zenoni viene mandato in prestito ad una squadra militante in Serie C1, la Pistoiese, dove disputa da titolare tutta la stagione.
L'anno successivo fa il suo ritorno all'Atalanta, dove ha la possibilità di fare il suo esordio in Serie A, precisamente il 5 ottobre 1997, nel derby contro il Brescia terminato 0-1. In quella stagione, Zenoni gioca 17 partite e termina la stagione con la retrocessione in Serie B, dove gioca le due stagioni seguenti, dal 1998 al 2000.

Da destra: Thuram, Zenoni, l'allenatore Lippi, Nedvěd e Buffon, nuovi arrivi alla Juventus nel precampionato 2001-2002.

Nell'annata 2000-2001 ritorna a giocare in Serie A, insieme al fratello gemello Damiano. Qui comincia ad entrare nel giro della Nazionale, allora allenata da Giovanni Trapattoni. Alla fine della stagione viene acquistato dal Milan, ed in seguito viene ceduto alla Juventus nell'affare che porta Inzaghi in rossonero. Con l'arrivo a Torino, Zenoni ha la possibilità di giocare nelle competizioni nazionali ed internazionali.
Nel 2003 la neopromossa Sampdoria ne acquisisce i diritti sportivi prima in prestito e l'anno successivo comprando il suo intero cartellino. A Genova sfiora, nel 2005, la qualificazione alla Champions League. Nella stagione 2006-2007 è uno dei giocatori blucerchiati più presenti in campo, essendo schierato dal mister Walter Novellino in tutte le partite della squadra, sia di campionato che di Coppa Italia.
Passa nel 2008 al Bologna dove in due anni disputa con la maglia rosso blu 53 presenze tra campionato e coppa Italia. Alla fine della stagione 2009-2010, con il cambio di proprietà della società emiliana, la nuova dirigenza sceglie di non rinnovargli il contratto, così rimane svincolato.
Il 4 ottobre 2010 viene ingaggiato dall'AlbinoLeffe, siglando un contratto annuale. Esordisce con la maglia celeste il 10 ottobre contro il Modena, giocando dal primo minuto. Rimasto svincolato al termine della stagione, il 4 novembre 2011 viene ingaggiato dal Monza facendo poi il suo esordio con la squadra brianzola il 13 novembre 2011 contro la Ternana.
Ad ottobre 2012 torna a giocare, nel campionato di Eccellenza con la Grumellese, stessa squadra in cui da due anni gioca il gemello Damiano. Il successivo 14 ottobre esordisce con la squadra giallorossa nel pareggio casalingo per 1-1 contro il Ciliverghe.

#### Nazionale
Zenoni ha fatto il suo esordio in Nazionale il 28 febbraio 2001, convocato da Giovanni Trapattoni per la partita amichevole Italia-Argentina giocata allo stadio Olimpico e persa dagli azzurri per 2-1. Il 16 agosto 2006, a distanza di cinque anni, Zenoni è stato nuovamente impiegato in Nazionale, nella partita Italia-Croazia (0-2) giocata a Livorno.

### Allenatore
Il 13 settembre 2012 rescinde il contratto da giocatore col Calcio Monza per intraprendere l'attività di collaboratore nelle squadre giovanili presso lo stesso club.
Dalla stagione 2013-2014 ritorna nello staff giovanile del Calcio Monza, collaborando prima con la fascia agonistica e poi allenando la categoria Allievi Professionisti Lega Pro.
Nella stagione 2016-2017 diventa allenatore nella Berretti della società Südtirol (militante nel campionato di Lega Pro).
Dalla stagione 2017-2018 diventa allenatore nella Berretti della società' Monza (società che milita in serie C).
Dispone del patentino di allenatore professionista di seconda categoria UEFA A.
Il 6 luglio 2019 dichiara di lasciare la guida della Berretti del Monza, per affiancare il fratello Damiano sulla panchina del Feralpisalò. Il 25 Settembre seguente viene sollevato, insieme al fratello, dall'incarico.
Nell'estate del 2021 viene ingaggiato dal Club Milano, che disputa il campionato di Eccellenza Lombarda. Il 7 ottobre 2021 viene sollevato dall'incarico dopo aver raccolto un solo punto in tre giornate di campionato e con la squadra eliminata al primo turno in Coppa senza vincere nemmeno una partita.
Nell'estate del 2022 viene chiamato a guidare la formazione Under 14 del Monza.

## Statistiche

### Presenze e reti nei club
| Stagione         | Squadra          | Campionato       | Campionato | Campionato | Coppe nazionali | Coppe nazionali | Coppe nazionali | Coppe continentali | Coppe continentali | Coppe continentali | Altre coppe | Altre coppe | Altre coppe | Totale | Totale |
| Stagione         | Squadra          | Comp             | Pres       | Reti       | Comp            | Pres            | Reti            | Comp               | Pres               | Reti               | Comp        | Pres        | Reti        | Pres   | Reti   |
| ---------------- | ---------------- | ---------------- | ---------- | ---------- | --------------- | --------------- | --------------- | ------------------ | ------------------ | ------------------ | ----------- | ----------- | ----------- | ------ | ------ |
| 1995-1996        | Atalanta         | A                | 0          | 0          | CI              | 0               | 0               | -                  | -                  | -                  | -           | -           | -           | 0      | 0      |
| 1996-1997        | Pistoiese        | C1               | 30         | 0          | CI-C            | ?               | ?               | -                  | -                  | -                  | -           | -           | -           | 30     | 0      |
| 1997-1998        | Atalanta         | A                | 17         | 0          | CI              | 6               | 0               | -                  | -                  | -                  | -           | -           | -           | 23     | 0      |
| 1998-1999        | Atalanta         | B                | 33         | 1          | CI              | 6               | 0               | -                  | -                  | -                  | -           | -           | -           | 39     | 1      |
| 1999-2000        | Atalanta         | B                | 37         | 0          | CI              | 8               | 0               | -                  | -                  | -                  | -           | -           | -           | 45     | 0      |
| 2000-2001        | Atalanta         | A                | 34         | 1          | CI              | 9               | 1               | -                  | -                  | -                  | -           | -           | -           | 43     | 2      |
| Totale Atalanta  | Totale Atalanta  | Totale Atalanta  | 121        | 2          |                 | 29              | 1               |                    | -                  | -                  |             | -           | -           | 150    | 3      |
| 2001-2002        | Juventus         | A                | 24         | 1          | CI              | 7               | 0               | UCL                | 8                  | 0                  | -           | -           | -           | 39     | 1      |
| 2002-2003        | Juventus         | A                | 13         | 1          | CI              | 4               | 0               | UCL                | 2                  | 0                  | SI          | 0           | 0           | 19     | 1      |
| Totale Juventus  | Totale Juventus  | Totale Juventus  | 37         | 2          |                 | 11              | 0               |                    | 10                 | 0                  |             | -           | -           | 58     | 2      |
| 2003-2004        | Sampdoria        | A                | 24         | 0          | CI              | 3               | 1               | -                  | -                  | -                  | -           | -           | -           | 27     | 1      |
| 2004-2005        | Sampdoria        | A                | 35         | 0          | CI              | 2               | 0               | -                  | -                  | -                  | -           | -           | -           | 37     | 0      |
| 2005-2006        | Sampdoria        | A                | 35         | 0          | CI              | 3               | 0               | CU                 | 6                  | 0                  | -           | -           | -           | 44     | 0      |
| 2006-2007        | Sampdoria        | A                | 35         | 1          | CI              | 8               | 2               | -                  | -                  | -                  | -           | -           | -           | 43     | 3      |
| 2007-2008        | Sampdoria        | A                | 16         | 0          | CI              | 4               | 0               | CU+Int             | 3+1                | 0                  | -           | -           | -           | 24     | 0      |
| Totale Sampdoria | Totale Sampdoria | Totale Sampdoria | 145        | 1          |                 | 20              | 3               |                    | 10                 | 0                  |             | -           | -           | 175    | 4      |
| 2008-2009        | Bologna          | A                | 33         | 0          | CI              | 2               | 0               | -                  | -                  | -                  | -           | -           | -           | 35     | 0      |
| 2009-2010        | Bologna          | A                | 16         | 0          | CI              | 1               | 0               | -                  | -                  | -                  | -           | -           | -           | 17     | 0      |
| Totale Bologna   | Totale Bologna   | Totale Bologna   | 49         | 0          |                 | 3               | 0               |                    | -                  | -                  |             | -           | -           | 52     | 0      |
| 2010-2011        | AlbinoLeffe      | B                | 32+2       | 1+0        | CI              | 1               | 0               | -                  | -                  | -                  | -           | -           | -           | 35     | 1      |
| 2011-2012        | Monza            | LP               | 19+2       | 0          | CI              | 0               | 0               | -                  | -                  | -                  | -           | -           | -           | 21     | 0      |
| 2012-2013        | Grumellese       | E                | 25         | 0          | -               | 0               | 0               | -                  | -                  | -                  | -           | -           | -           | 25     | 0      |
| Totale carriera  | Totale carriera  | Totale carriera  | 487        | 6          |                 | 64              | 4               |                    | 20                 | 0                  |             | 0           | 0           | 569    | 10     |

### Cronologia presenze e reti in nazionale
| Cronologia completa delle presenze e delle reti in nazionale ― Italia | Cronologia completa delle presenze e delle reti in nazionale ― Italia | Cronologia completa delle presenze e delle reti in nazionale ― Italia | Cronologia completa delle presenze e delle reti in nazionale ― Italia | Cronologia completa delle presenze e delle reti in nazionale ― Italia | Cronologia completa delle presenze e delle reti in nazionale ― Italia | Cronologia completa delle presenze e delle reti in nazionale ― Italia | Cronologia completa delle presenze e delle reti in nazionale ― Italia |
| Data                                                                  | Città                                                                 | In casa                                                               | Risultato                                                             | Ospiti                                                                | Competizione                                                          | Reti                                                                  | Note                                                                  |
| --------------------------------------------------------------------- | --------------------------------------------------------------------- | --------------------------------------------------------------------- | --------------------------------------------------------------------- | --------------------------------------------------------------------- | --------------------------------------------------------------------- | --------------------------------------------------------------------- | --------------------------------------------------------------------- |
| 28-2-2001                                                             | Roma                                                                  | Italia                                                                | 1 – 2                                                                 | Argentina                                                             | Amichevole                                                            | -                                                                     |                                                                       |
| 16-8-2006                                                             | Livorno                                                               | Italia                                                                | 0 – 2                                                                 | Croazia                                                               | Amichevole                                                            | -                                                                     |                                                                       |
| Totale                                                                |                                                                       | Presenze                                                              | 2                                                                     |                                                                       | Reti                                                                  | 0                                                                     |                                                                       |

## Palmarès

### Giocatore

#### Competizioni giovanili
- Campionato Primavera: 1

Atalanta: 1997-1998
- Campionato Allievi Nazionali: 1

Atalanta: 1991-1992
- Coppa Gaetano Scirea: 1

Atalanta: 1992

#### Competizioni nazionali
- Campionato italiano: 2

Juventus: 2001-2002, 2002-2003
- Supercoppa italiana: 1

Juventus: 2002